# Just här
Just här (fransk originaltitel: Ici Même eller Ici même) är en fransk serieroman från 1979, tecknad av Jacques Tardi efter manus av Jean-Claude Forest. Berättelsen kretsar kring en ung men förvirrad arvtagare till ett furstendöme, hans försök att återfå sitt territorium och hans mångskiftande relationer med bosättarna i furstendömet. Den delvis aburdistiska historien har även satts upp som teaterpjäs.
Berättelsen var en av de första stora franska serieromanerna, lanserad av ett etablerat franskt förlag som med sin nya vuxenserietidning ville markera seriemediet som en litterär konstform. Historien följetongpublicerades i À Suivre under 1978 och 1979, och den kom 1979 ut i albumform.

## Handling

### Översikt
Den elva kapitel långa historien utspelas i det fiktiva landet Mornement, beskrivet i kapitel 1 som "Det stängda landet". Landet utgörs av en mindre stad där den omgivande stadsmuren fungerar som landgräns emot Frankrike. Tidpunkten är, baserat på bilarnas årsmodeller, någon gång under mellankrigstiden. Sovjetunionen nämns på seriesida 65, och på seriesida 133 presenteras flygbåten Dornier  Do X – i verkligheten introducerad 1929.
Mornemont gavs en gång i gåva till familjen Just av en fransk kung. Arthurs anfader, markisen Joseph-François Dompleix, hade fått inflytande i franska Indien och med hjälp av sin förmögenhet kunnat bekosta statliga investeringar. Dennes son Jean-Marie lyckades 1784 utverka att den dåvarande franske kungen gav honom skattebefrielse för evig tid och full suveränitet för hans gods med omgivningar. Den kommande franska revolutionen ändrade inte på dessa sakernas tillstånd, i det avlägsna lilla furstendömet Mornemont.
Juridiska processer har dock sedan dess lett till att allt utom murarna som omgärdar alla hustomterna numera övergått i annan ägo. Arthur Justs inkomster är de passerpengar som inkasseras av honom för att släppa husägarna förbi grindarna. Bland de olika husägarna i Mornemont nämns i boken följande vid namn: paret Robert och Françoise, Auguste Michelot, Gustave Morlebœuf, Gandelut, Pouilleron, Sergy-Merival, gamla fru Linea, Maury-de-Nancelle, Clairbeaux. På Mornemonts kyrkogård noteras i kolumbariet Arthurs förfäder Hector Just (1883–1921) och Leonie Just.
Under historiens gång sysselsätter sig Arthur med att öppna grindar för husägarna, proviantera hos livsmedelsbåten på sjön, tjuvkika på den unga flickan Julie hos familjen Maillard (intresset är ömsesidigt) och arbeta på att få tillbaka äganderätten till sin mikrostat. Dessutom skriver han dagbok och "pratar" i telefon med sin mor, via en telefonledning som är fastknuten i ett bordsben. Relationen till Julie går upp och ner, och grannarna ägnar sig åt ränker för att försöka slippa sin obligatoriska passerpeng. Dessutom försiggår stora saker i grannlandet Frankrike…

### Kapitel
1. Det stängda landet (franska: "Le Pays clos")
2. Julie ("Julie")
3. Sorgetid ("Deuil")
4. Gode Gud, vilken vår! ("Mon Dieu, quel printemps !")
5. Ibland ljuger jag ("Des fois, je mens")
6. Oväder inspirerar mig ("L'Orage ça m'inspire")
7. Det är just det som är sjukdomen ("Ça, exactement la maladie.")
8. Jag har en vän som lidit skeppsbrott ("J'ai un ami qui fait naufrage")
9. Bristsjukdomen ("Le Mal de manque")
10. Idag ingenting ("Aujourd'hui, rien.")
11. Stopp! Arthur ("Stop ! Arthur")

### Rollfigurer
- Arthur Just (i original: Arthur Même), ung och gänglig man, klädd i svart kostym och plommonstop, talar ofta för sig själv
- Båtkapten och livsmedelshandlare på sjön vid Mornemont, matleverantör till Arthur
- Julie Maillard, kort och kurvig ung flicka, med driftig men vårdslös karaktär
- Roubillard ("justitieråd", assisterad av advokat Bougreval), som sköter Arthurs juridiska ärenden
- Republikens president
- Baudricourt, regeringschef
- Marcel Maillard, Julies yngre bror
- Quatre-Septembre, arrangör av orgier och fixar i allmänhet
- Markisen Jean-Marie Dompleix, förfader till Arthur Même
- Maître Paletot, advokat
- Den lilla pojken från Bout

### Teman
Forests berättelse har ett absurdistiskt anslag och liknar politisk teater i Samuel Becketts anda, med ett ärvt gods som reducerats till murarna mellan tomter. Historiens namngivning innehåller ordleken mellan Arthur Justs efternamn, i det att han svarar i telefon med "Just här!" (franska "Ici même!")
I det franska albumets förord tillbakavisar Forest påståendena om att historien skulle vara en pamflett, samhällssatir eller drift med folks besatthet över äganderätten. Recensenter har dock tolkat berättelsen just som en satir över både det franska samhället och mänsklig girighet i allmänhet. Däremot menar Forest att berättelsen utgår från hans egen fascination över det världsliga "maskineriet", i spelet mellan det man vet och det man får lov att gissa, märkliga sammanträffanden, illusioner och slumpmässiga händelser som någon faktiskt tänkt ut. Här finns ett blint maskineri, svart humor och en mening med allt som verkligen inte går att lita på.
Historien är en kombination av Forests lekfulla fantasier och Tardis svartsynthet, och historien är placerad i första halvan av 1900-talet – Tardis favoritmiljö. Teckningarna är påverkade av klara linjen men i svart/vitt och med en markant bildmässig svärta.

## Produktionen

### Bakgrund
Idén till albumhistorien låg i ett utkast till filmmanus som Forest utarbetat på 1960-talet. Konceptet kring muren inspirerades av en fastighet i Normandie som hans hustru var ägare till, och där en fallfärdig mur var föremål för en grannkonflikt. Forests manusutkast ledde till ett filmprojekt, där Dino De Laurentiis (som producerade Barbarella-filmen) lånade ut en av sina filmstudior. Jean Rochefort hade gått med på att spela i titelrollen som Arthur. Det hela stupade dock på att det franska filmstödet till produktionen uteblev, och filmprojektet fick lov att skrinläggas.
| Jacques Tardi (2013) och Jean-Claude Forest (1987), tecknare och manusförfattare. |  | Jacques Tardi (2013) och Jean-Claude Forest (1987), tecknare och manusförfattare. |
| Jacques Tardi (2013) och Jean-Claude Forest (1987), tecknare och manusförfattare. |  |                                                                                   |

Däremot fanns idén kvar om att bildsätta manusutkastet på något sätt. Tardi blev medveten om Forests historia när de träffades på seriefestivalen i Angoulême (1977), i samband med förlaget Castermans kommande projekt på en vuxenserietidning. Därefter omarbetade duon historien i flera steg, och Casterman bestämde sig för att satsa på Just här som en av de centrala inledande serieföljetongerna i förlagets kommande tidningssatsning.

### Publicering
Albumhistorien publicerades från och med nummer ett av Castermans vuxenserietidning À Suivre. Det litterära anslaget i tidningen markerades av att alla serierna i tidningen inledningsvis var i svart/vitt och att de långa historierna senare ofta samlades i album med tydligt markerade kapitelsidor. Detta bidrog till att lansera begreppet serieroman, inspirerat av Hugo Pratts långa albumhistorier om Corto Maltese som under 1970-talet fått stor spridning i Frankrike. Serieromanbegreppet användes av flera förlag, och Castermans inledande albumkollektion fick namnet les romans (A SUIVRE).
Forest och Tardi kunde i produktionen av Just här dra nytta av en större skaparfrihet, vilket låg i linje med förlaget Castermans och tidningen À Suivres vuxet litterära ambitioner. Den enda större begränsningen låg i att serien producerades och distribuerades kapitelvis, som en följetong, med ett drygt tiotal seriesidor i varje kapitel. När väl ett kapitel gått i tryck, var det för sent att ändra i de redan levererade delarna av berättelsen.

### Bearbetningar
1985 satte Théâtre en Kit, ett teatersällskap hemmahörande i Nancy, upp albumhistorien som pjäs. Bakgrunden var att teaterns Benoit Fouchard 1982 hade upptäckt Just här och blivit helt besatt av Forests och Tardis annorlunda serieskapelse, baserad på Tardis svärta och Forests olika berättarmässiga infall. Vid själva uppsättningen av historien som pjäs fick man lov att förenkla den rätt filmiska berättelsen och kapa bort ett antal av de kanske 50-talet rollfigurerna i historien; annars skulle det enligt Fouchard ha slutat som en fyra timmar lång föreställning. Det slutliga librettot baserade sig på ett års händelser i och runt Mornemont, med fyra olika akter relaterade till var sin årstid.
Uppsättningen ledde till 35 föreställningar, inklusive på seriefestivalen i Nancy, vilket uppmärksammades i den lokala pressen. Tardi var behjälplig som rekvisitör och ritade upp en lämplig scenuppsättning av Arthurs hus – Maison Même – och annexet i form av ett illa konstruerat utedass åt scenarbetarna. Enligt serieromanen ska Maison Même ha innermåtten 1,66 x 2,48 meter.

## Utgivning

### Ursprungspublicering
- #1 av À Suivre (februari 1978) – #12 (januari 1979)[22]

### Utgivning i album
- 1979 – Ici Même, Casterman (franska)
  - 1980 – Il paese chiuso, L'isola trovata (italienska)
  - 1981 – Aquí Même, Laertes (spanska)
  - 1986 – Just här, Medusa (svenska)
  - 1989 – Hier Selbst. Ed. Moderne (tyska)
  - 2009 – You Are There, Fantagraphics, ISBN 9781606992944 (engelska)